# Zamarada dione
Zamarada dione är en fjärilsart som beskrevs av Fletcher 1974. Zamarada dione ingår i släktet Zamarada och familjen mätare. Inga underarter finns listade i Catalogue of Life.